# Liga Federal de Acción Ruralista
La Liga Federal de Acción Ruralista fue un sector social y político uruguayo activo en la segunda mitad del siglo XX.

## Surgimiento
La economía uruguaya funcionaba desde la década de 1930 con un modelo de sustitución de importaciones. Se fueron cometiendo errores que se fueron manifestando en la economía; en particular, se empezó a sentir las consecuencias de las transferencias del sector ganadero al urbano, lo que unido a la caída de los precios de la lana luego de finalizada la guerra con Corea, irían a afectar la relación gobierno–ganaderos. Se crea así en 1951 la Liga Federal de Acción Ruralista de tendencia conservadora. 

## Integrantes
Su líder fue Benito Nardone, comentarista radial de Radio Rural. 
En sus inicios fue un movimiento extra-político. Sin embargo, se alimentó de militantes de diversa procedencia, como ser Faustino Harrison (blanco) y Domingo Bordaberry (colorado). Otros miembros destacados fueron Amadeo J. Arosteguy, Raúl Bianchi, Rufino Zunin Padilla, Carlos María Riviére, Martín Ois, Maciel de León Escudero, Juan José Gari, Plinio Berrutti, Luis Zaffaroni, Bernardo Aramburu, Hildeberto Cortina, Álvaro Gestido, Alberto Methol Ferré, Osvaldo Núñez, Inocencio Aispure. También contó con la actuación de mujeres como Gilberta Segura.

## Accionar político
Convencido por Luis Alberto de Herrera, Nardone acompaña al Partido Nacional en las elecciones de 1958; realizan un acuerdo por el cual el ruralismo accede a cargos de gobierno y senaturiales. Así, se da la particularidad de que uno de sus militantes de extracción colorada, Juan María Bordaberry, accede al Senado por el Partido Nacional.
Durante el periodo de gobierno del primer colegiado blanco (1959-1963) comienza un traslado de riquezas hacia el sector agrario y una desarticulación de los mecanismos intervencionistas del Estado. La influencia de Nardone se hizo sentir en las políticas económicas, lideradas entonces por el ministro de Hacienda, Juan Eduardo Azzini. Estudios posteriores confirmarían sin embargo, que a pesar de las políticas económicas impuestas en su momento (fundamentalmente la Ley de Reforma Monetaria y Cambiaria de diciembre de 1959), la alianza herrero-ruralista no pudo revertir claramente la transferencia de recursos del medio rural al urbano.

## Ocaso
Una vez fallecido Nardone, en el año 1964, este movimiento fue perdiendo gravitación e identidad. Algunos de sus integrantes se unieron a la recién fundada Unión Popular, de tendencia izquierdista. Sin embargo, un notorio núcleo de dirigentes adhirió al movimiento reeleccionista de Jorge Pacheco Areco; y este sector vio a uno de sus militantes, Juan María Bordaberry, ser ungido Presidente de la República.